# Maesa perlarius
Maesa perlarius là một loài thực vật có hoa trong họ Anh thảo. Loài này được (Lour.) Merr. mô tả khoa học đầu tiên năm 1935.

## Hình ảnh

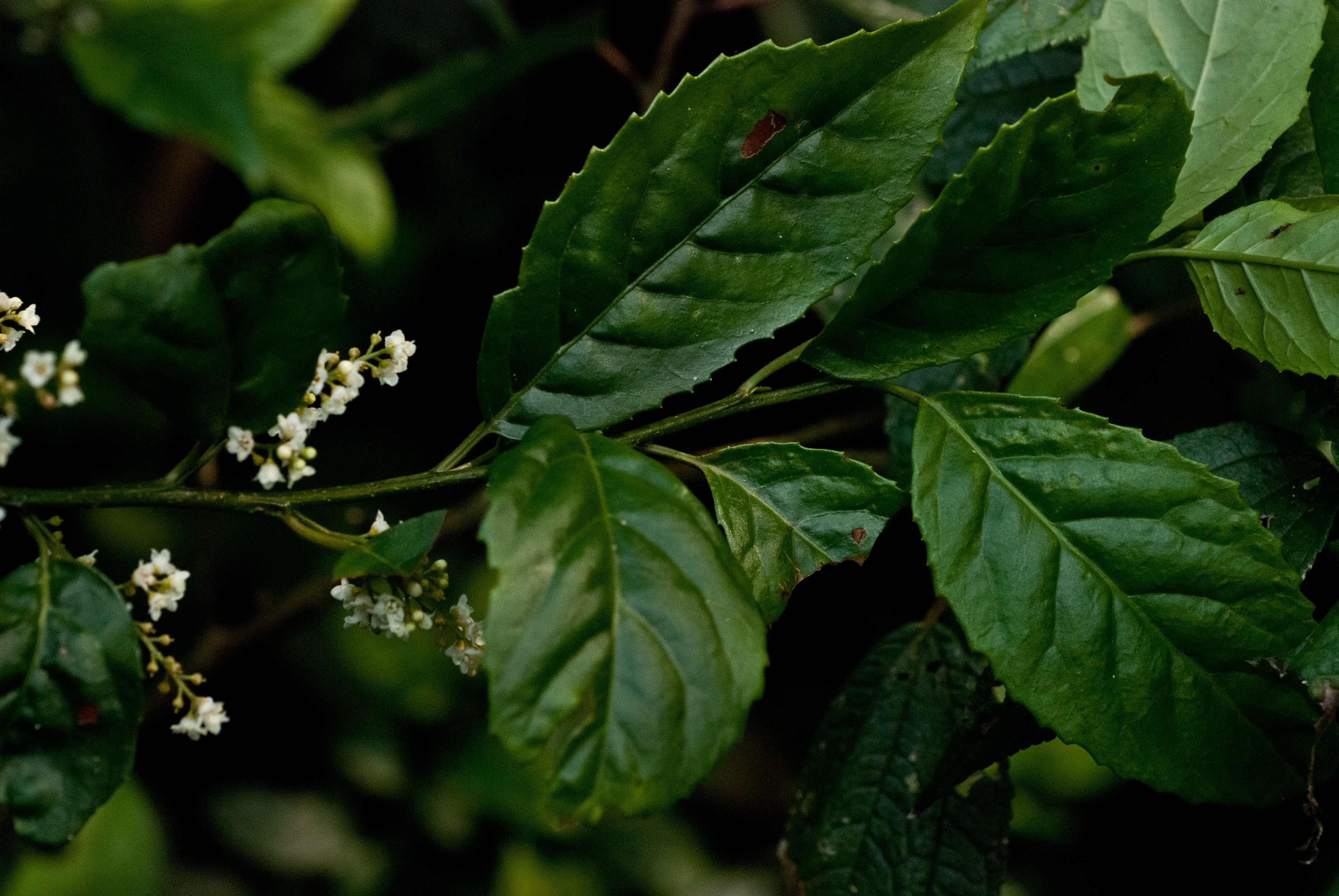
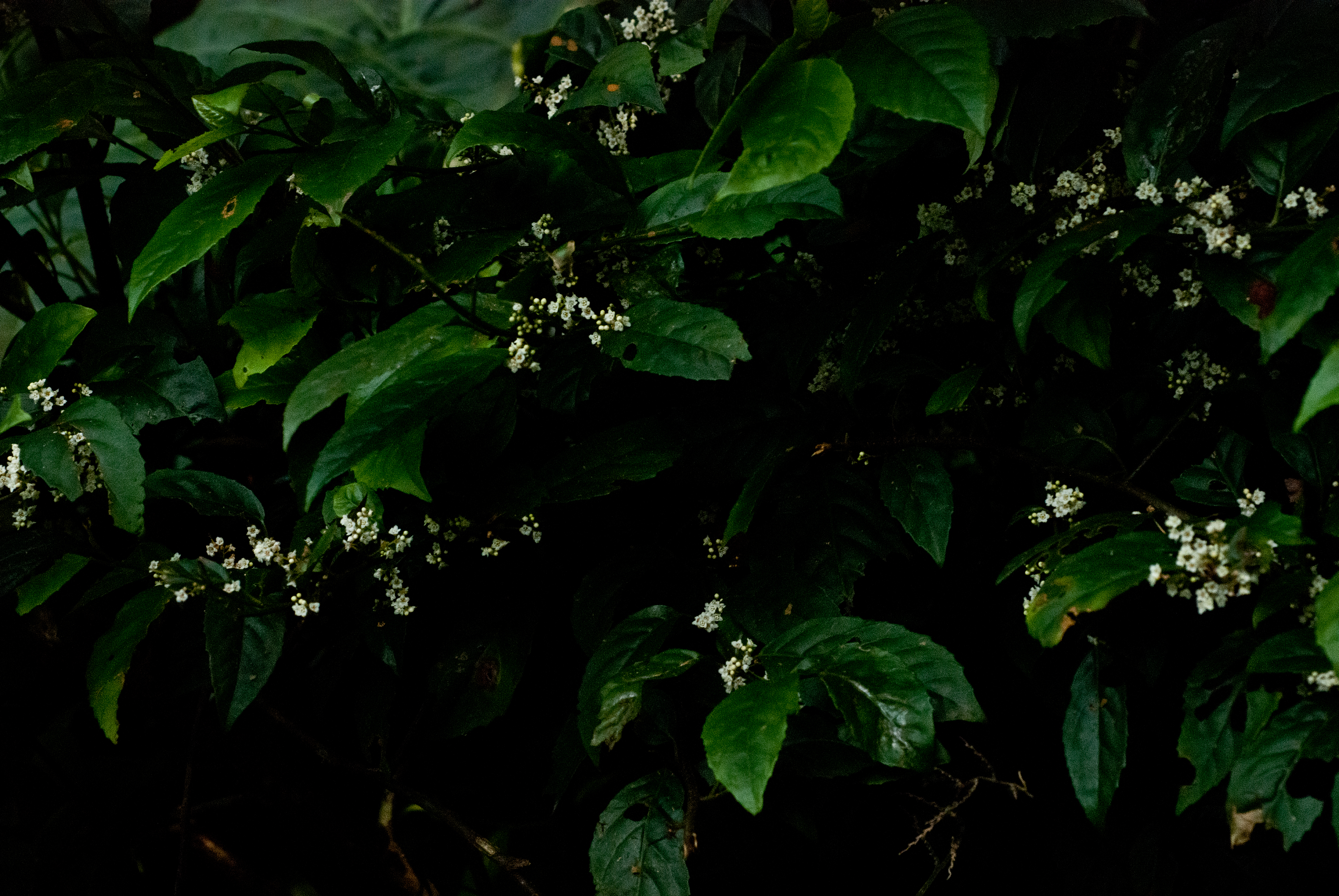
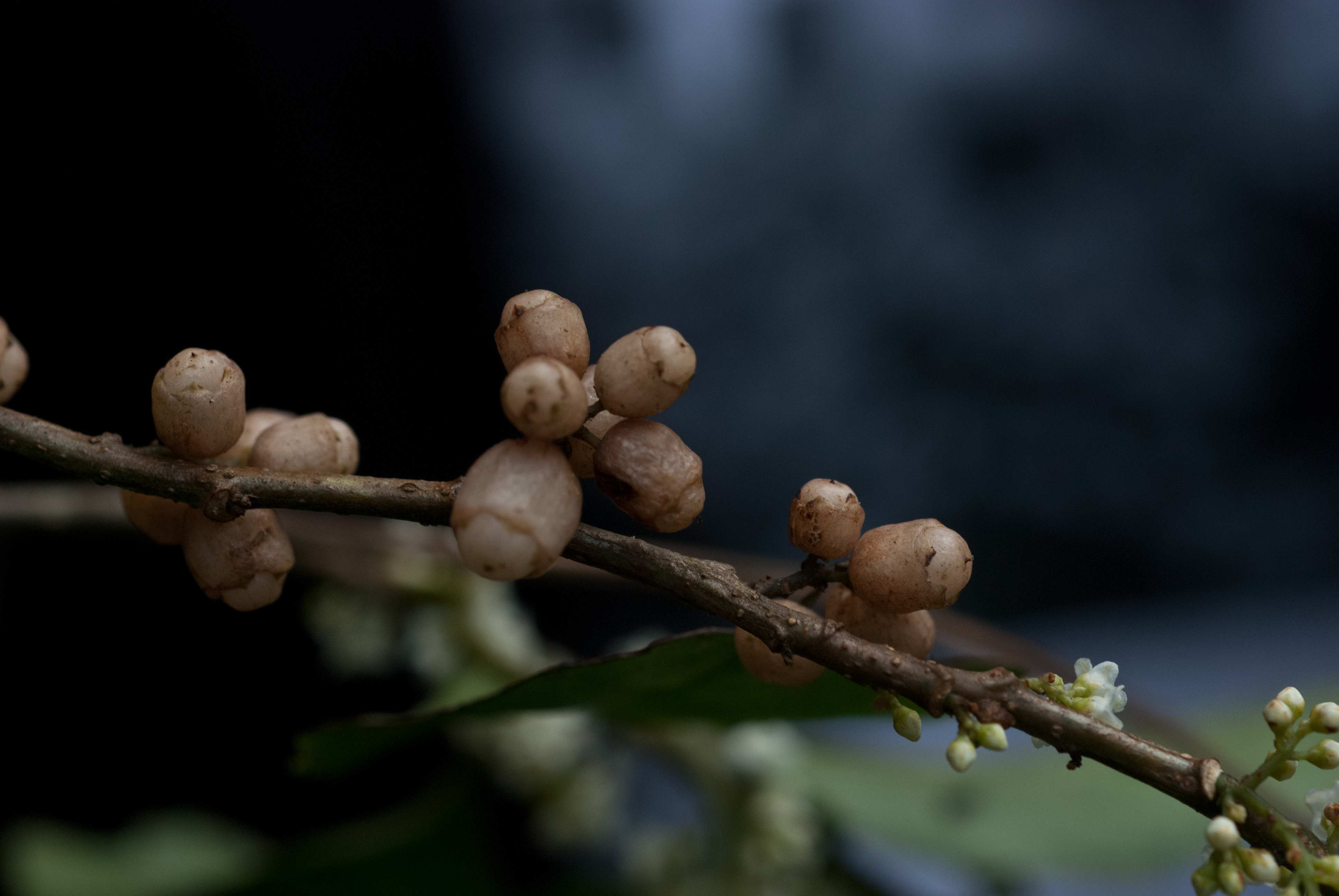